# ییدس (کنتاکی)
ییدس (به انگلیسی: Yeaddis) یک منطقهٔ مسکونی در ایالات متحده آمریکا است که در شهرستان لسلی، کنتاکی واقع شده‌است. ییدس ۳۴۲٫۹ متر بالاتر از سطح دریا قرار دارد.